# 飯塚マナ
飯塚 マナ（いいづか マナ、1983年12月27日 - ）は、日本の元AV女優。
東京都出身。血液型：AB型 、身長：160cm 、スリーサイズ：B81 / W56 / H82 、Cカップ。

## 略歴
2002年にAVデビュー。痴女・レズものを中心にSMやスカトロもこなすロリ系のキカタン（企画単体）女優だった。2003年に引退した。

## 作品
発売日不明
- ブルスク まな 18才（スマイリー）
- 新ポニーテール伝説 4（ユープランニング）共演:若林由奈
- 緊縛くすぐり責め 5（ディーケー・プロダクション）共演:小泉ゆり、黒木あみ
- ザ・ロウソク 3（ディーケー・プロダクション）他出演:小森詩、小泉ゆり、原田ゆり

2002年
- Les Room（8月28日、ワンズファクトリー）共演:山口玲子
- 制服フェチ中出し主義（10月18日、バーチャルウェーブ）
- 妹はあまえんぼう（10月23日、レイディックス）共演:新堂真美
- 痴漢ハメハメ電車 9（11月8日、ワイルドサイド）
- 美少女浣腸日誌（11月20日、SODクリエイト）共演:田畑百子、三咲理恵子
- 緊縛露出痴女 19（11月26日、月光）
- ZUBURI 奥までお願い（11月29日、LEO）共演:三上翔子
- 臭っさ〜いの好き（12月4日、アロマ企画）
- 女ハ男ヲ目デ犯ス。 DELUX 「オフィスが痴女だらけで大変だぁ!!」編（12月6日、ワープエンタテインメント）共演:桃井なつみ、西村あみ、安西ゆみこ、安藤恵理香、一色志乃、澤田まゆみ、臼井利奈
- ジ・コ・マ・ン・ 4（12月20日、LEO）共演:三上翔子

2003年
- 猟奇婦女暴行全集十犯・其の四「闇犯」暗闇レイプ（1月10日、ヒビノ）
- 美少女 緊縛スペルマ拷問 6（1月15日、エムズファクトリー（アロマ企画））
- スーパーGスポット 潮吹き女子校生10連発!! 3時間スペシャル（1月15日、クリスタル映像）オムニバス作品
- フェラコレ2003冬（1月15日、隼エージェンシー）他多数出演
- お尻えっち （1月23日、ワープエンタテインメント）
- 性域なきモザイク改革 女子高生裏文化祭（1月24日、桃太郎映像出版）…共演:栗須美麗、藤本あんり、持田彩菜、倉田美沙、高木さやか
- 倒錯レズフェチ（1月24日、ワイルドサイド）共演:川原レイナ
- 糞尿縄姉妹（火星魂）（2月6日、ディープス）共演:安藤恵理香
- 16人の手コキ嬢（2月13日、隼エージェンシー）他15名出演
- 東京おしゃれガールズ file 1（2月20日、わんわん丸）他出演:内藤花苗
- ザレズファイト（3月6日、SODクリエイト）共演:臼井利奈、田村麻衣、古河由摩
- 極悪非道なザーメンマニアの勝手なリクエストに杏野るりがSOD卒業記念を有終の美で飾る為にお応えしました。（3月6日、SODクリエイト）共演:杏野るり
- プッチモハイスクール 2（3月7日、West insaide）
- 雪村亭緊縛帖（3月12日、大洋図書）
- ビンタで濡れる女 2（3月14日、アロマ企画）
- 臭っさ〜いの好きやねん 〜美女の汚物をかけられたい〜（3月14日、アロマ企画）共演:倉本安奈
- レズろう!! Vol.2 （3月20日、DASH（ハンドメイドビジョン））共演:田村麻衣、白鳥ゆうか
- 緊縛オナニー 4（3月21日、月光）他出演:清水かおり、小森詩、泉星香、南亜梨沙、武藤さき
- 緊縛自慰行為 4（3月21日、月光）
- 体感ファックif... 7 マナと利奈のラヴラヴウォーズ（3月28日、桃太郎映像出版）共演:臼井利奈
- 緊縛愛玩調教 1（4月15日、メディアボス）
- ブルスク（4月15日、明和ブランニング）
- 美少女うんち耽美館 5（4月25日、GIGA）
- 帰って来た全裸スポーツシリーズ 全裸バレーボール（5月3日、ディープス）他多数共演
- 帰って来た全裸スポーツシリーズ 全裸バスケットボール（5月17日、ディープス）他多数共演
- 帰って来た全裸スポーツシリーズ 24人公式全裸・プロフィール（5月17日、ディープス）他23名出演
- 街角変態女 3（5月30日、GIGA）
- ハードコアレズ（6月1日、MOODYZ）共演:黒崎扇菜、瀬音マキ
- 続 浣腸 5（6月13日、GIGA）共演:ここみ
- 清純ナースの秘密診療ファイル（6月13日、メディアステーション）他出演:加山由衣、桃井なつみ、望月るあ、春野さくら、三上翔子
- 縄遊戯（6月14日、大洋図書）
- ブルマ王（6月20日、ナチュラルハイ）共演:京野真里奈
- 帰ってきた全裸スポーツシリーズ 番外編 夜這い（6月20日、ディープス）他出演:臼井利奈、上村志保、斉藤知華、根本美鈴、妹川尚子、永井亜季、清永伸枝
- レズビアンナイト（6月21日、ビデオバンク）共演:三上翔子、黒木あみ、里見里穂、本宮さつき レンタル作品『Girls Girls Girls』のセルDVD化作品
- ヒロイン排泄拷問 9（6月27日、GIGA）共演:りん
- レズヒロイン Vol.03（6月27日、GIGA）共演:菊池麗子
- 美少女緊縛スペルマ拷問 6（6月30日、ZERO-ONE）
- 放尿伝 2（6月30日、相模屋）
- 放尿伝 3（6月30日、相模屋）
- 第3回 浣腸バトル 第2試合（6月30日、GIGA）共演:若槻彩、大原優香
- アナルで愛して（7月1日、ワンズファクトリー）
- ぎゃるこん! Gals Complex&Contest（7月4日、メディアステーション）他出演:加山由衣、溝口春菜、本島純子、彩波花穂、若林るい、水口亜弥、浅倉まい、春野さくら、鮎川さゆき、 小山千秋、平瀬マリ
- アナルファッカーズ 〜あなたに最高のアナルSEX教えてアゲル〜（7月5日、SODクリエイト）他出演:森野あおば、矢田あき、貴水らん
- 顔は新宿カラダは車中 （7月15日、ホットエンターテイメント）共演:萩原さやか、蘭望実
- 後遊び 従う私を同時責め（7月16日、GUTS）共演:茶木ヒデミ
- 嫉妬の縄宴 調教ファイル 2（8月8日、レイジングカンパニー）共演:
- チ○ポなぶりの虜になった私 5 〜お嬢様女子高生編〜（9月5日、SODクリエイト）共演:加山由衣、涼樹れん、松沢はな
- 美少女（秘）生撮り倶楽部 VOL.4（9月19日、月光）
- デジフェラ3・ブルセラ編（10月31日、桃太郎映像出版）オムニバス作品
- 鏡の中の淫らな私〜緊縛鏡羞恥〜（12月12日、イエローボックス）オムニバス作品

2004年
- ヘンリー塚本の世界 リアルエロ本集（1月25日、FAプロ）他出演:岩下美季、沢賀名、名倉恵津子、日高京子、神部彩、中村早紀、岡安ひろみ、目黒さき、桜井あきら、高島湊
- ザ・連縛 5（1月26日、ディーケー・プロダクション）共演:松岡紗幸、他出演:妹川尚子、小泉ゆり、朝倉なほ（早乙女みなき）
- リンチマニア ビンタ編（1月30日、アロマ企画）他出演:三上翔子、ナンシー、楠木さやか、倉本安奈、小池笑美
- 緊縛強制FUCK 16（2月25日、ディーケー・プロダクション）他出演:月咲舞、朝倉なほ
- 憧れの制服女子校生 2 18連発!!（4月23日、クリスタル映像）オムニバス作品
- ザ・女子校生狩り（5月28日、クリスタル映像）他出演:はらだはるな、沢田ひとみ、北川さやか、桃香、笹峰まどか、竹内まり、長谷川愛美、白石まひろ、田坂菜月
- 月刊マゾヒスト 女優編 （9月24日、笠倉出版社）オムニバス作品